# Restaurant Paul Bocuse

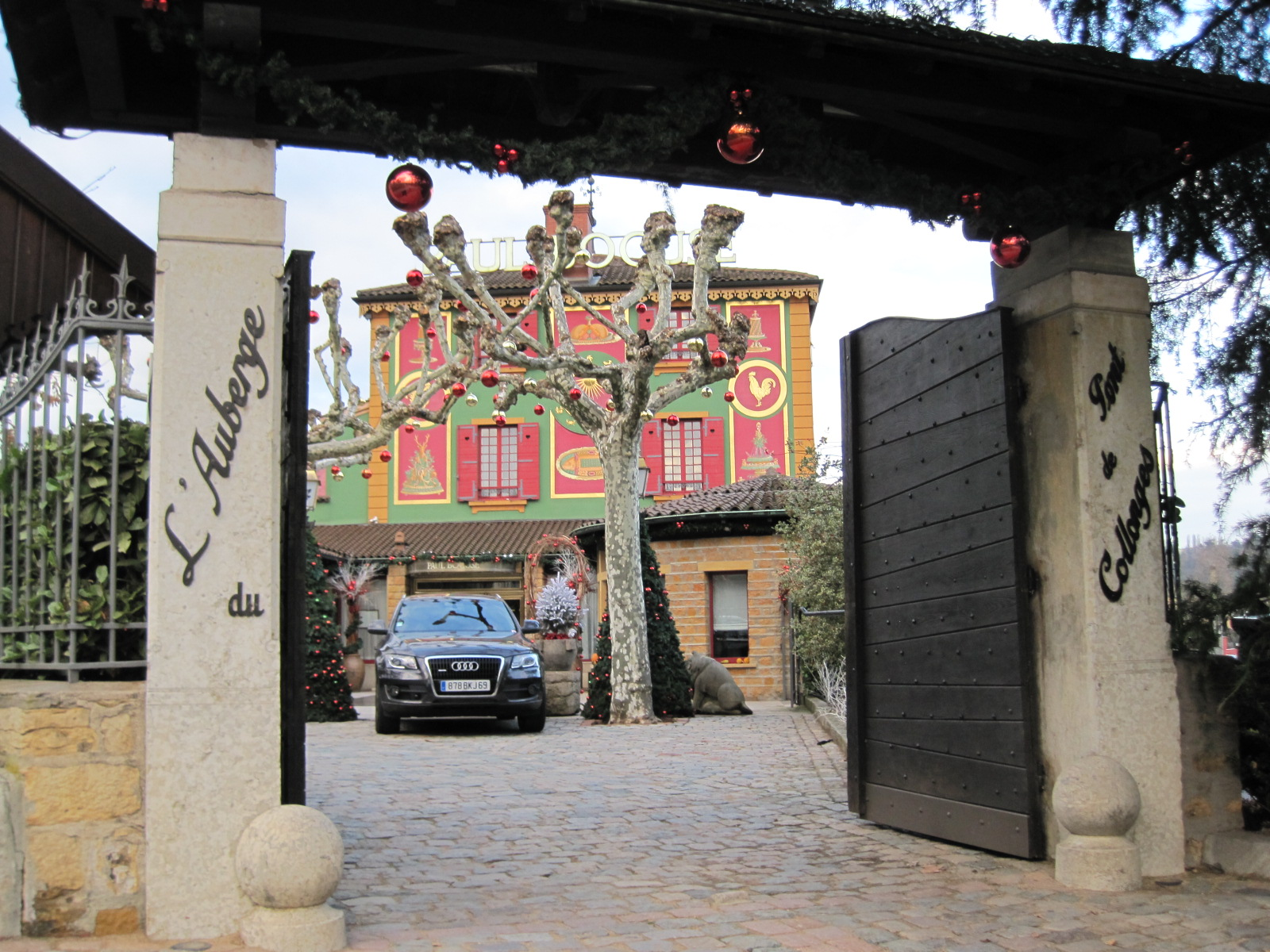
Das Restaurant L’Auberge du Pont de Collonges von Paul Bocuse

Restaurant Paul Bocuse (auch L’Auberge du Pont de Collonges) ist ein französisches Restaurant in Collonges-au-Mont-d’Or bei Lyon, das bis zu seinem Tod durch den Eigentümer und berühmten Starkoch Paul Bocuse (1926–2018) geleitet wurde. Das Restaurant wurde zwischen 1965 und 2019 ohne Unterbrechung mit drei Michelinsternen ausgezeichnet; es ist damit weltweit der Rekordhalter. Ab 2020 wurde das Restaurant mit zwei Sternen bewertet.

## Lage, Gestaltung und Ausstattung

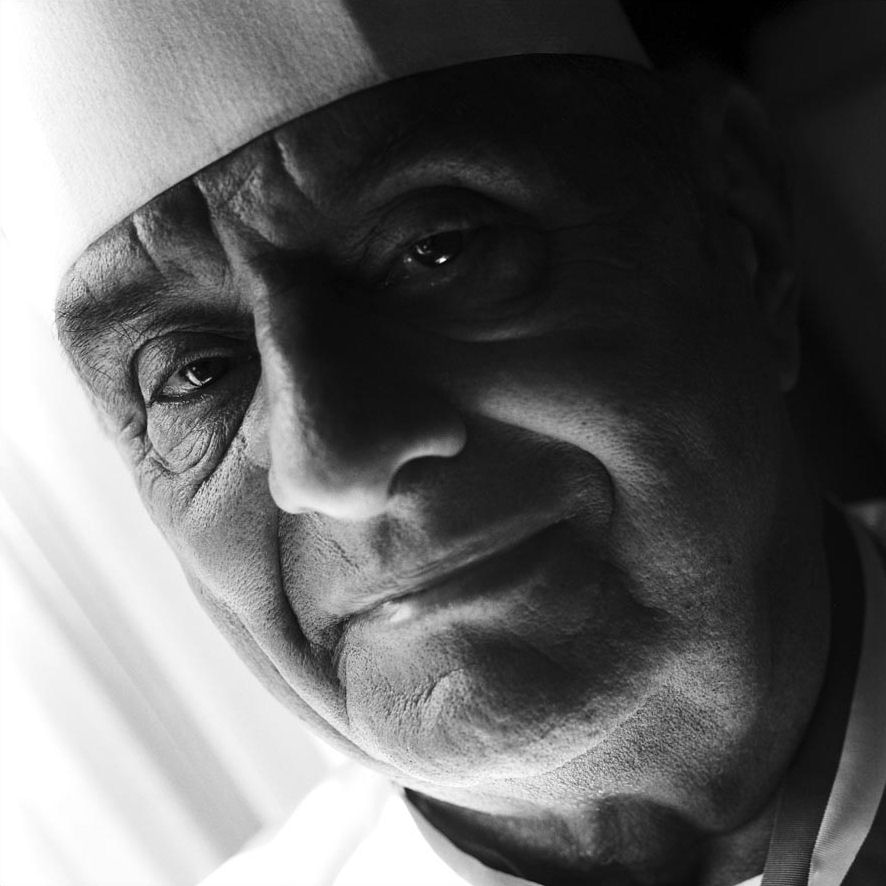
Küchenmeister Paul Bocuse (2007)

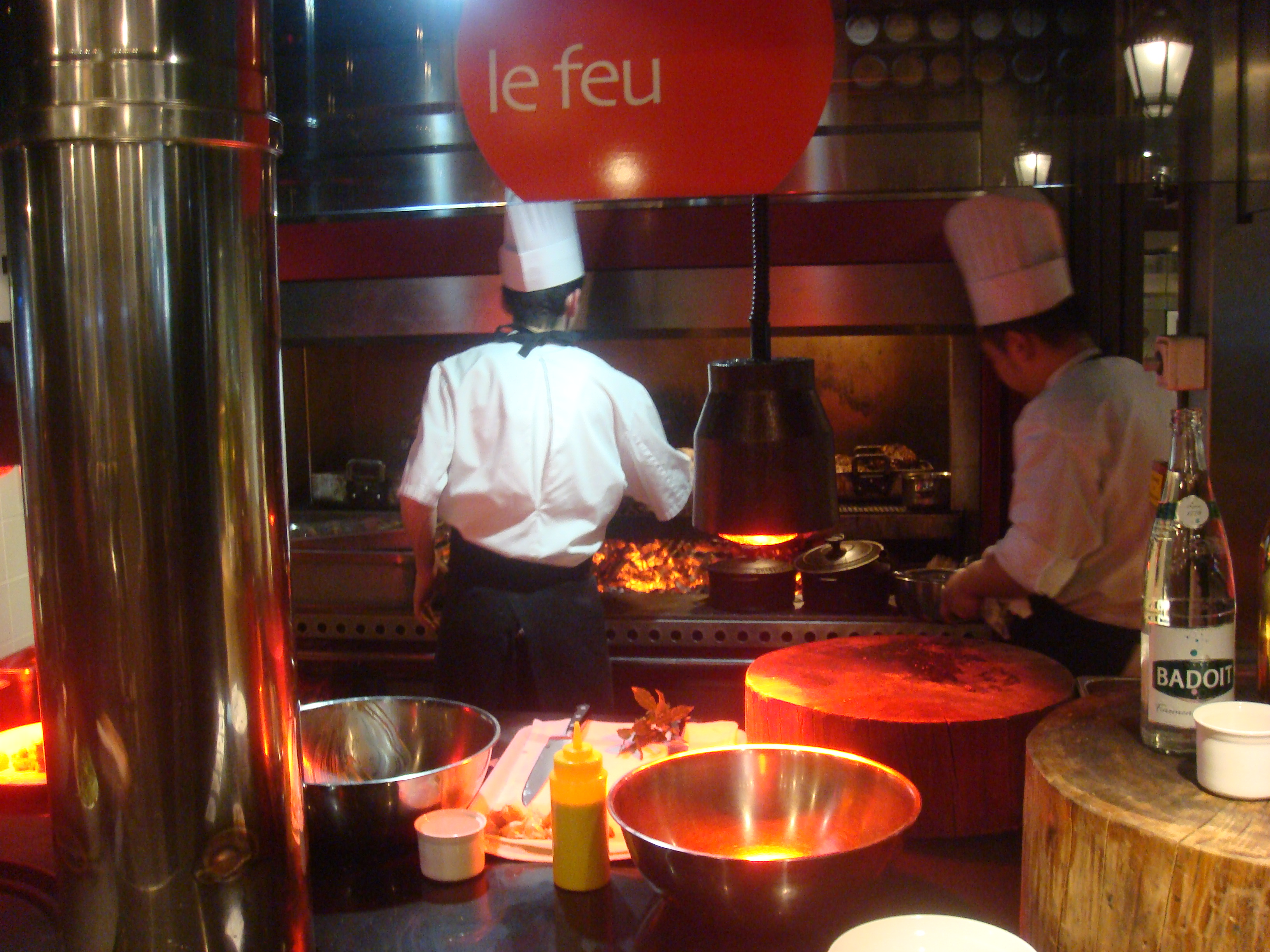
Das heilige Feuer

Das Restaurant L’Auberge du Pont de Collonges befindet sich etwa vier Kilometer nördlich von Lyon am Ufer der Saône und liegt in der Nähe der namensgebenden Brücke. Das zweigeschossige Gebäude ist ab dem ersten Obergeschoss mit roter, grüner und gelber Wandfarbe sowie mit farblich abgestimmten kulinarischen und Tiermotiven bemalt. Auf dem Dach des Gebäudes befindet sich eine großdimensionierte Leuchtreklame mit dem Schriftzug „Paul Bocuse“. In Richtung Gästeparkplatz wurden teilweise Fenster, samt Fensterbänken und Fensterläden, auf der Außenfassade aufgemalt, die sich von den echten Fenstern des Restaurants optisch kaum unterscheiden lassen. Eines dieser aufgemalten Fenster wird geöffnet dargestellt und der vermeintlich echte Maître Paul Bocuse blickt von dort zu seiner realen Kundschaft auf den Parkplatz herab.
Der Weg zum Haupteingang des Restaurants führt über eine Dreierreihe eingelassener Bodenplatten, die – analog zum Hollywood Walk of Fame – mit den Namen der Staatspräsidenten und anderer national und international ganz besonders herausragender Persönlichkeiten beschriftet sind, die Paul Bocuse und sein Gourmetrestaurant als Gäste besucht hatten.
Es gibt etwa 100 Sitzplätze, die sich wie folgt auf drei Salons verteilen:
- Fernand Point: 25 Gäste
- Georges Bocuse: 25 Gäste
- Marie Bocuse: 50 Gäste

## Geschichte
Die Großeltern von Paul Bocuse hatten unter dem Namen Auberge du Pont den Vorläufer des heutigen Restaurants an der Saône eröffnet. Diese Gaststätte übernahm Paul Bocuse in dritter Generation von seinem Vater und führte sie unter dem Namen L’Auberge du Pont de Collonges fort. Teilweise wird das Restaurant heute auch öffentlich unter dem Namen Paul Bocuse ausgewiesen.
Das Restaurant erhielt im Jahre 1958 den ersten Stern des renommierten Hotel- und Restaurantführers Guide Michelin; 1962 folgte der zweite Michelin-Stern. Ab 1965 wurde L’Auberge du Pont de Collonges ohne Unterbrechung mit drei Sternen von Michelin ausgezeichnet, der höchsten Bewertung für Restaurants („Eine der besten Küchen – eine Reise wert“). Im Januar 2020 verlor das Restaurant nach 55 Jahren den dritten Michelin-Stern und wird seitdem mit zwei Sternen bewertet.

## Galerie

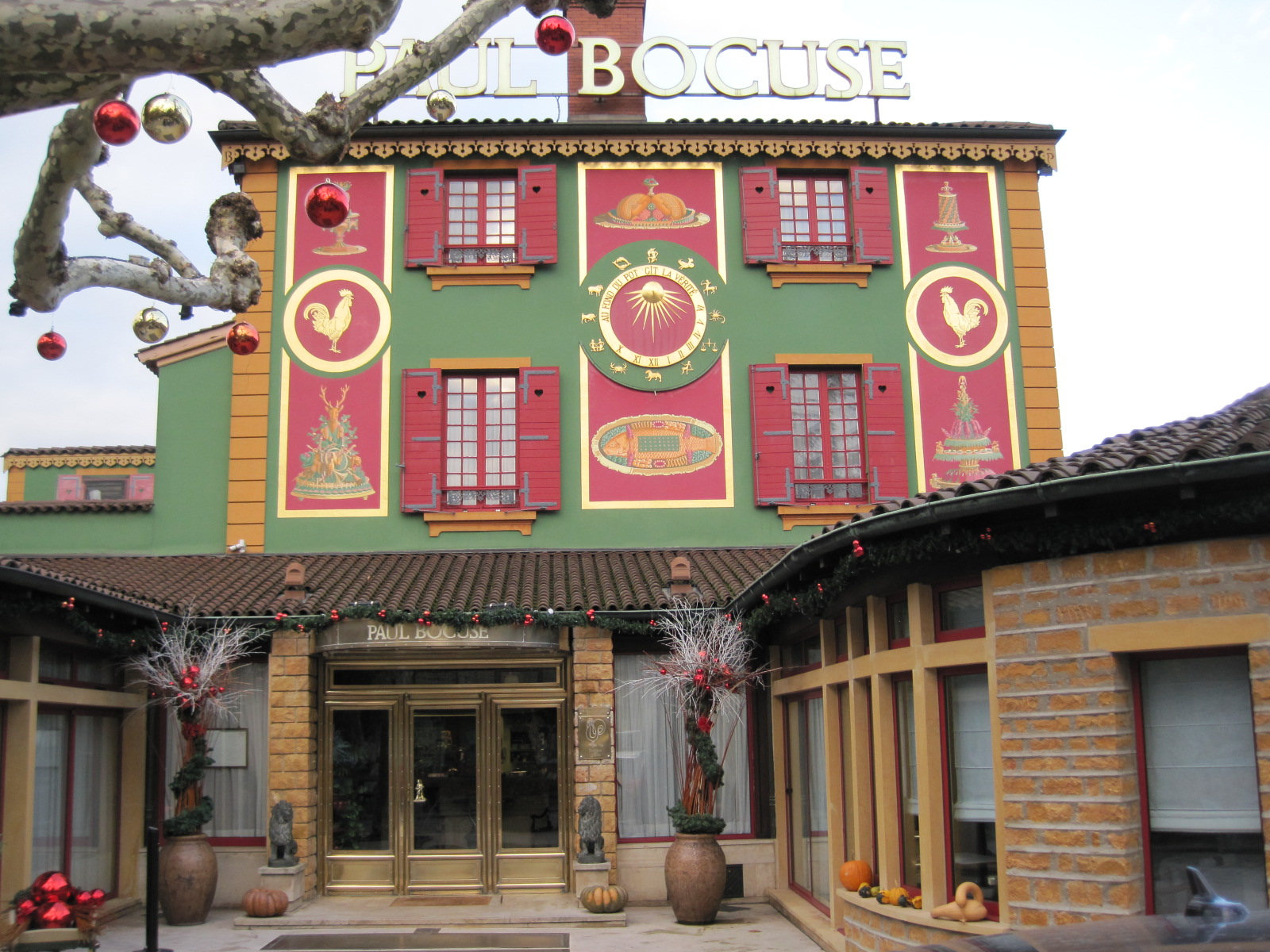
Eingangsportal
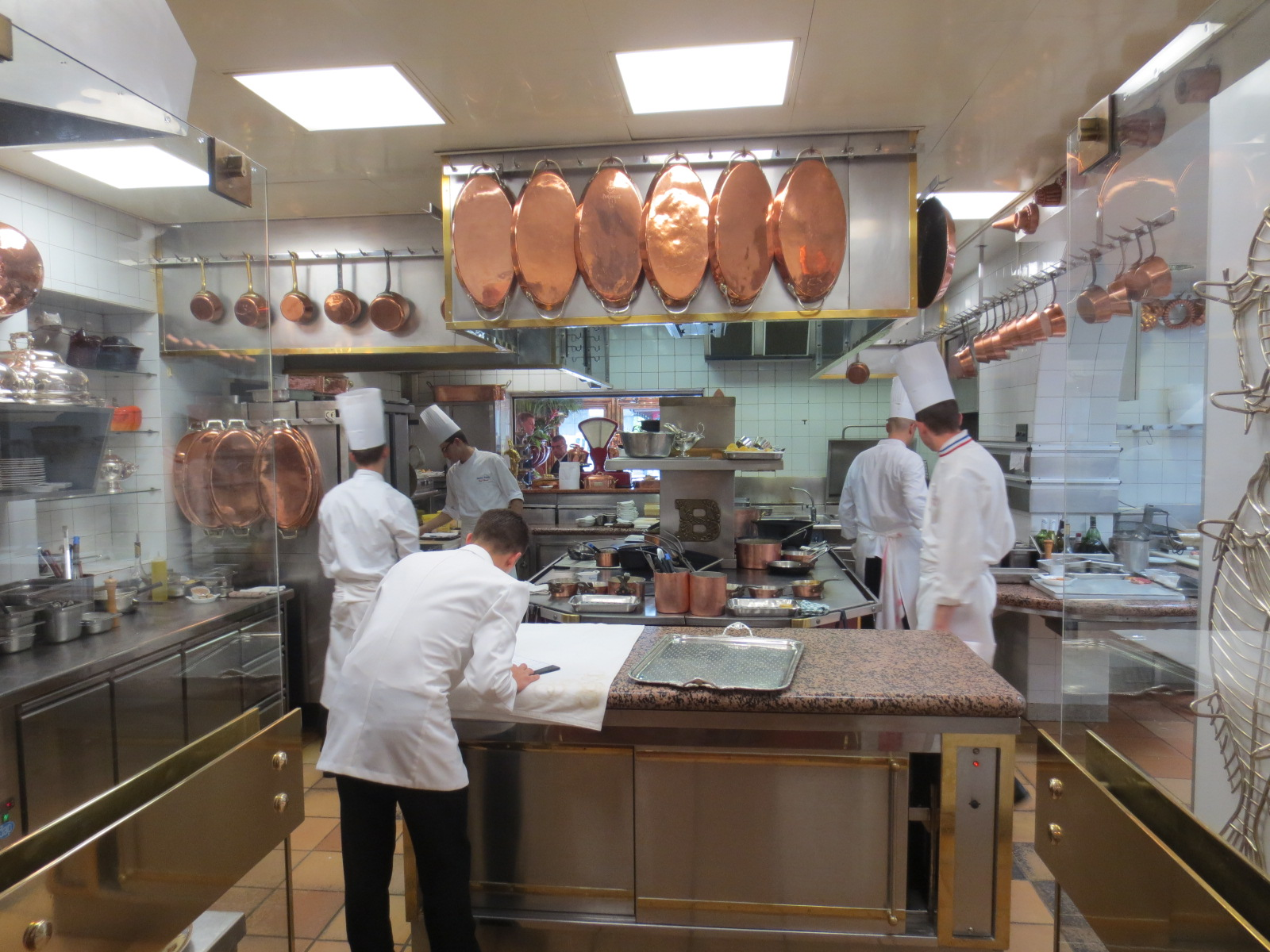
Küche
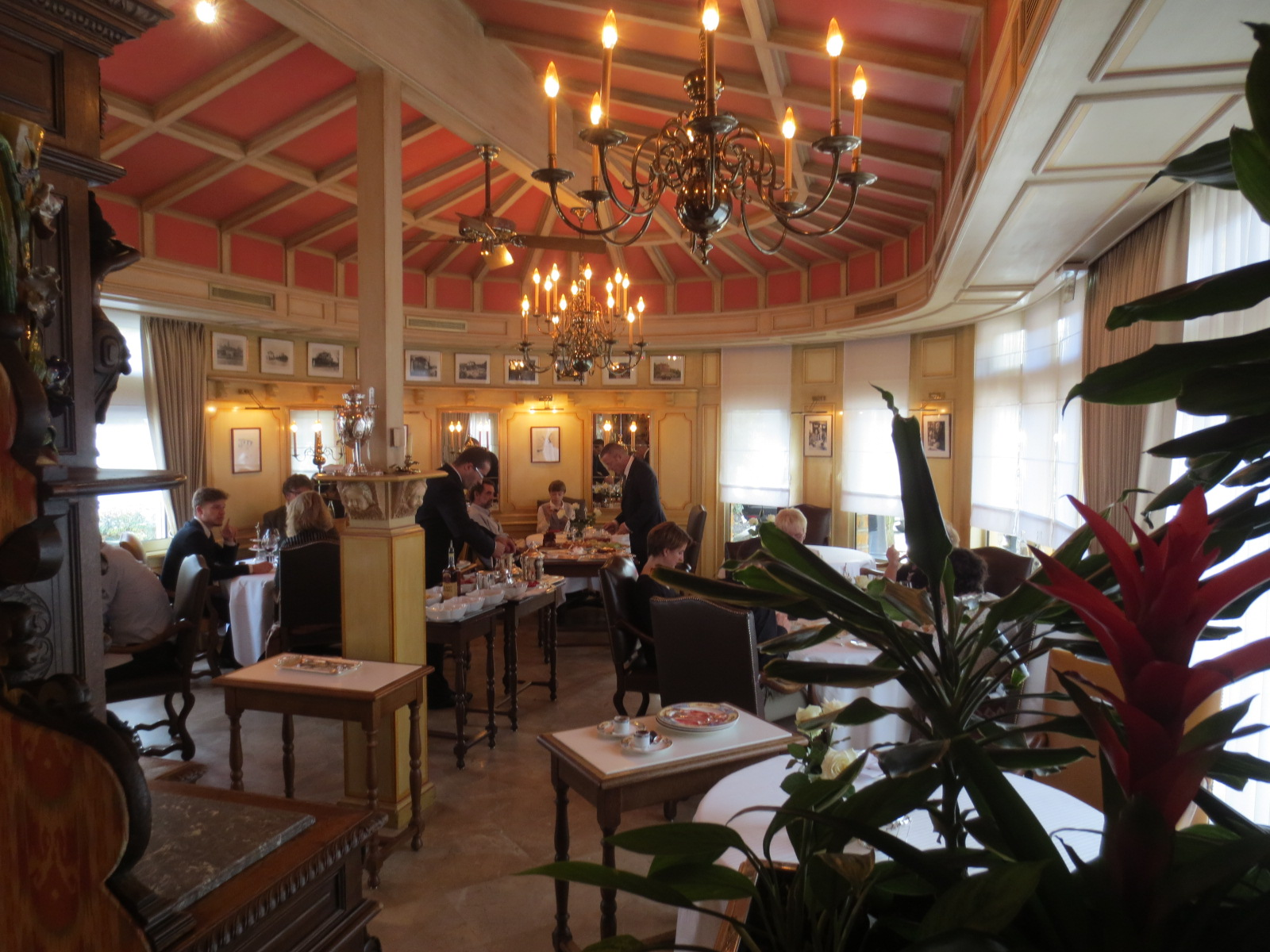
Restaurantbereich
Wandmalerei

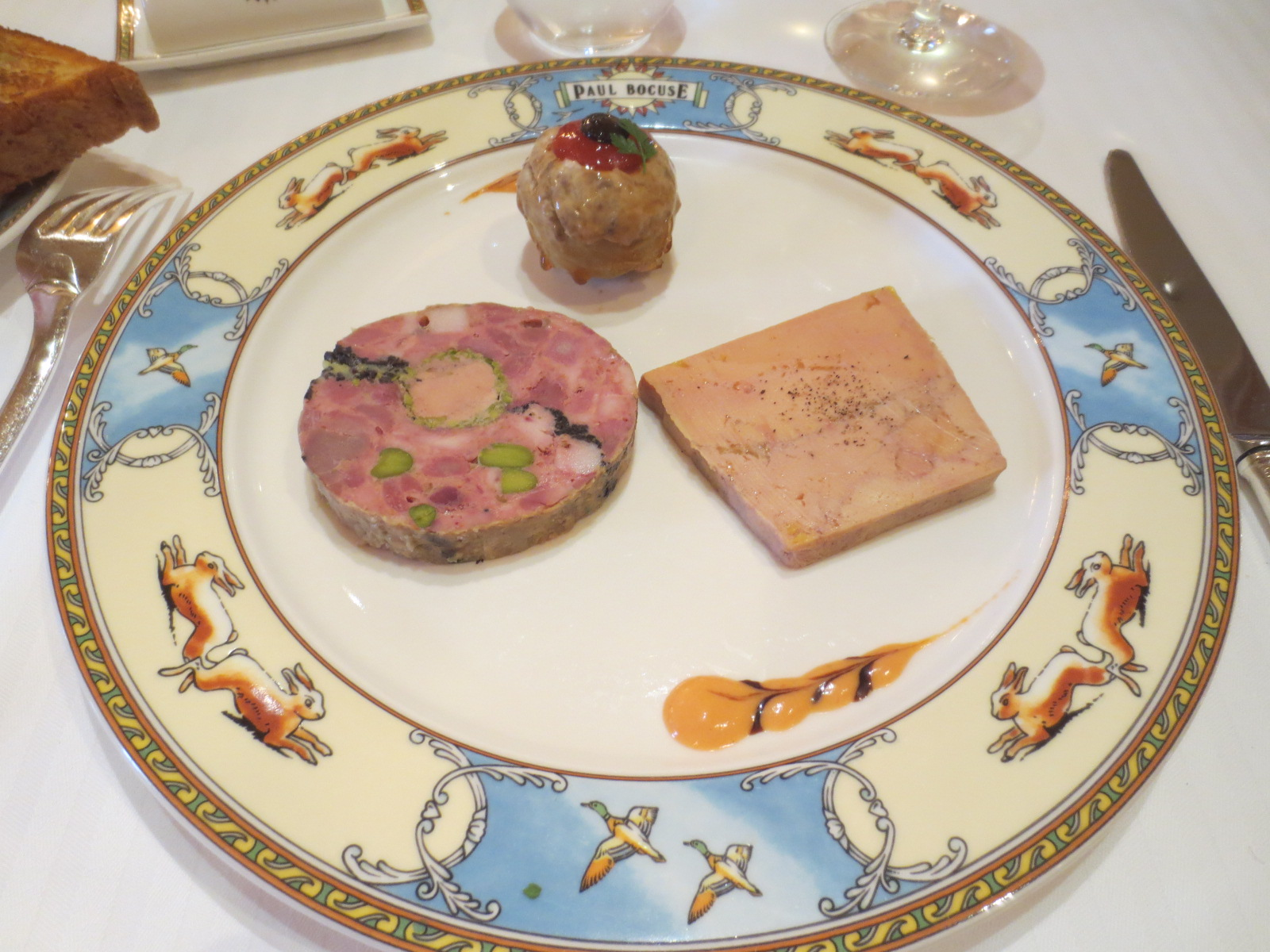
Vorspeise
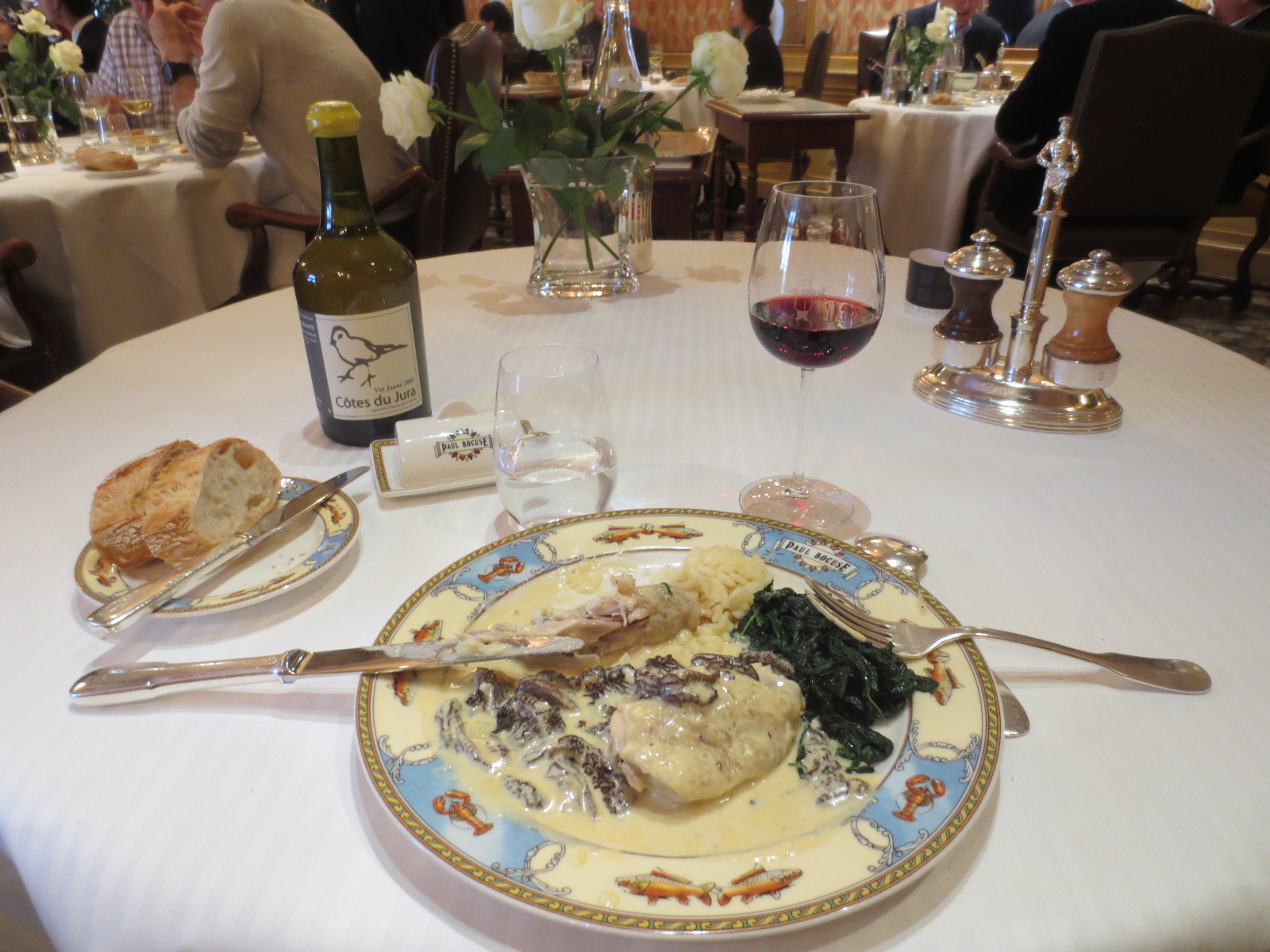
Hauptgericht
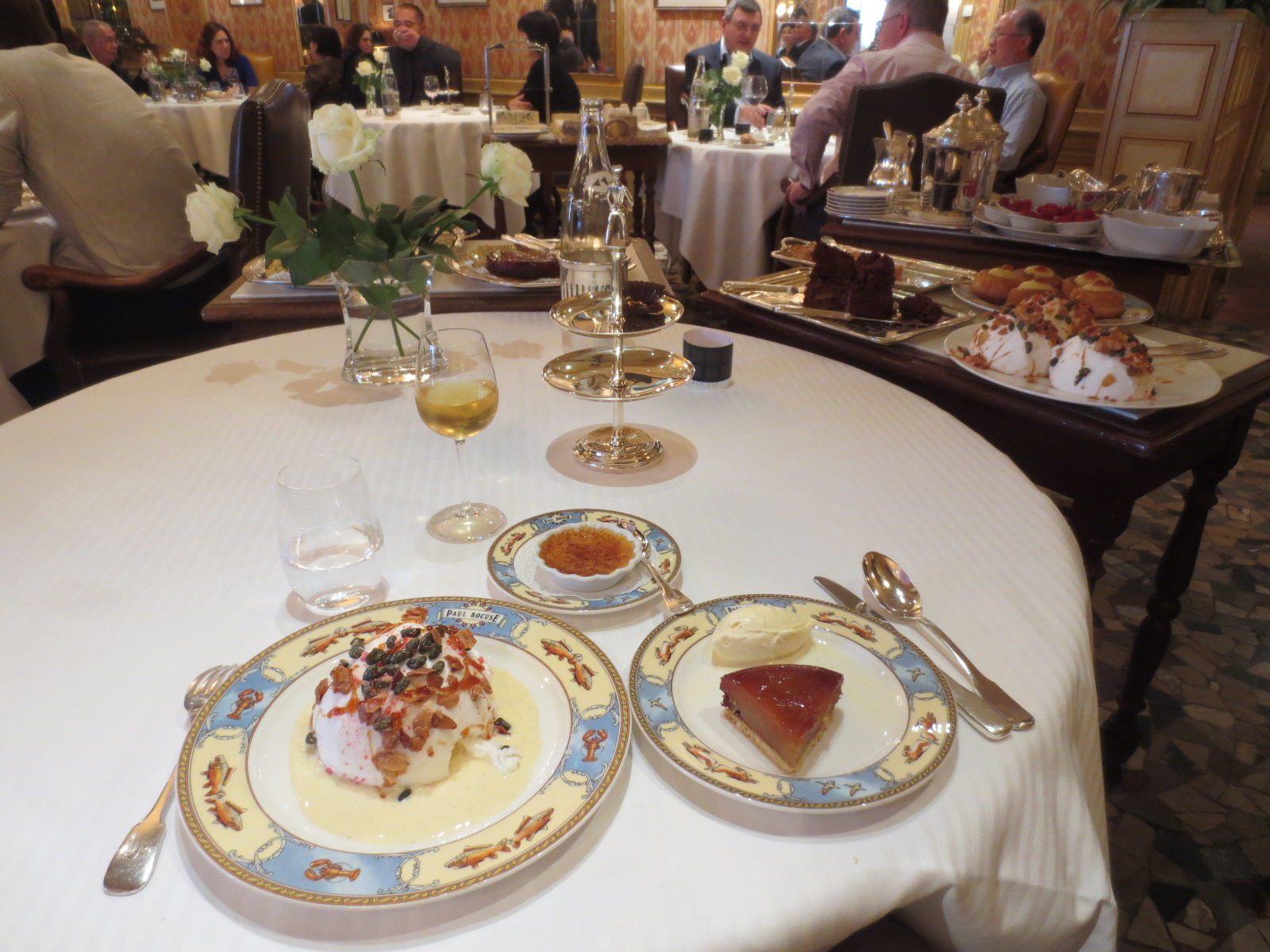
Desserts
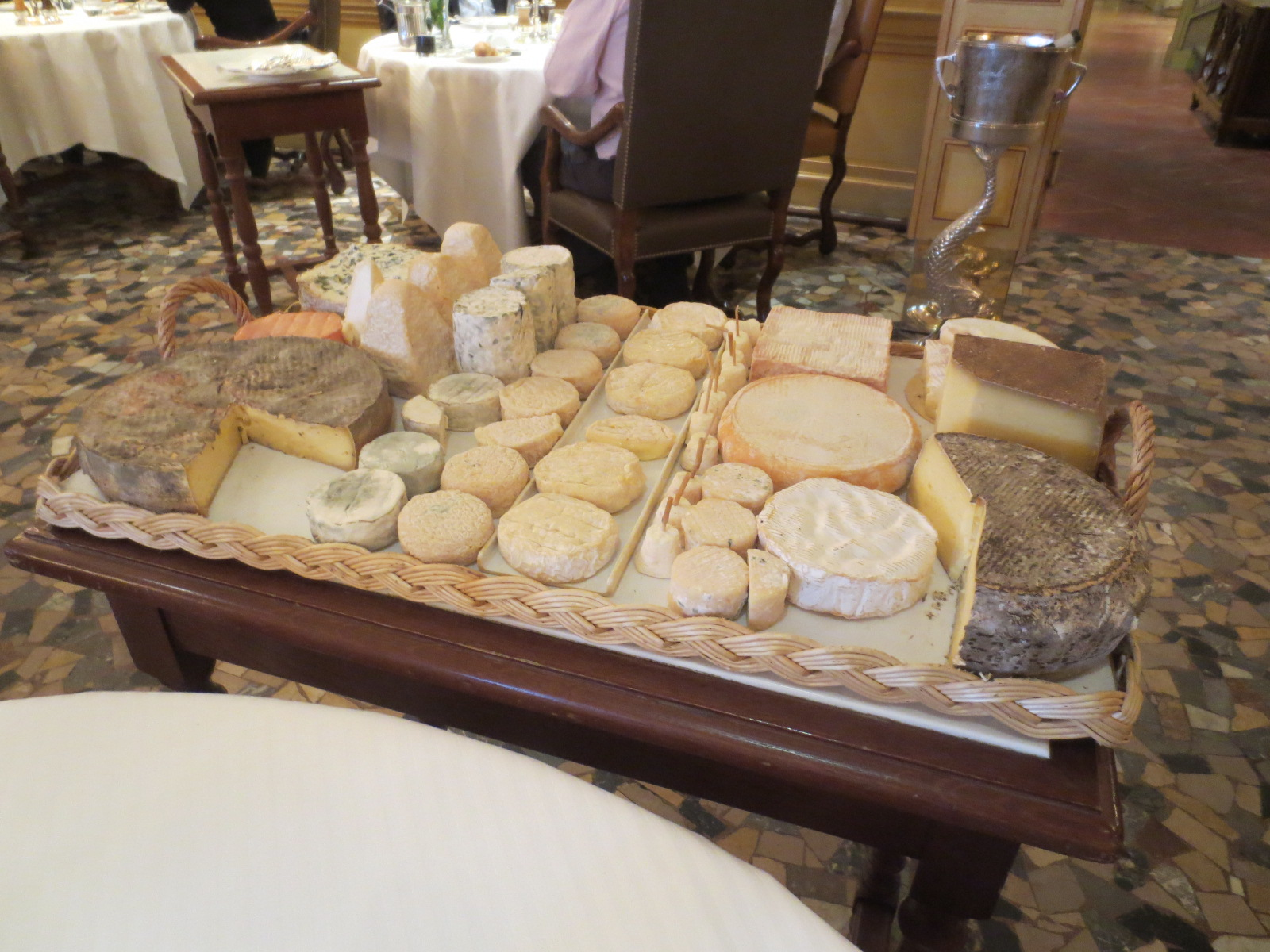
Käseplatte